# Drepanotylus
Drepanotylus és un gènere d'aranyes araneomorfes de la subfamília Erigoninae, dins de la família Linyphiidae.
Fou descrit per primera vegada per Å. Holm l'any 1945.

## Distribució
Es pot trobar a Euràsia.

## Llista d'espècies
Segons The World Spider Catalog 12.0:
- Drepanotylus aduncus Sha & Zhu, 1995
- Drepanotylus borealis Holm, 1945
- Drepanotylus holmi (Eskov, 1981)
- Drepanotylus pirinicus Deltshev, 1992
- Drepanotylus uncatus (O. Pickard-Cambridge, 1873) (Espècie tipus)